# Cao Cảng
Cao Cảng (chữ Hán phồn thể:高港區, chữ Hán giản thể: 高港区) là một quận thuộc địa cấp thị Thái Châu, tỉnh Giang Tô, Cộng hòa Nhân dân Trung Hoa. Quận Cao Cảng có diện tích 224 ki-lô-mét vuông, dân số 200.000 người. Mã số bưu chính là 225321. Chính quyền quận đóng ở trấn Khẩu Ngạn. Về mặt hành chính, quận Cao Cảng được chia thành 3 nhai đạo biện sự xứ, 4 trấn. 
- Nhai đạo: Khẩu Ngạn, Điêu Phố, Hứa Trang
- Trấn: Vĩnh An Châu, Bạch Mã, Dã Từ, Tự Hạng.